# しずおか歩記
『しずおか歩記』（しずおかあるき）は、2006年4月2日から2013年3月31日まで静岡第一テレビ (SDT) で放送されていたローカル情報番組。

## 概要
SDT開局当時から、この枠はJA静岡の単独提供となっている。毎週リポーターが静岡県内各地へ赴き、農産物を紹介するという点は前番組の『ぐるっと静岡食紀行』と同じだったが、本番組は農業に関わる人々の生活も紹介していた。時にはリポーターが農作業を体験することもあった。なお、放送開始当初の番組タイトルは『しずおか歩記 〜素敵なスローライフ〜』であった。
2013年4月から『シューイチ』の放送開始時刻が7:30になるのに伴い、番組は同年3月31日放送分をもって放送終了した。後継番組は、2013年4月7日から毎週日曜日 10:55 - 11:24に放送されている『おいしい楽園。』である。

## 放送時間
- 日曜日 7:45 - 7:59 （2006年4月2日 - 2012年3月25日）
- 日曜日 7:30 - 7:59 （2012年4月1日 - 2013年3月31日） - 放送時間が15分拡大。

## 出演者

### リポーター
- 小倉功（2006年4月 - 2013年3月）
- 川合千里（当時SDTアナウンサー、2006年4月 - 2007年3月）
- 早川美幸（当時SDTアナウンサー、2007年4月 - 2007年9月）
- 青柳愛（当時SDTアナウンサー、2007年10月 - 2011年3月）
- 坂本洋子（当時SDTアナウンサー、2011年4月 - 2013年3月）
- 川瀬良子（月に1回の出演、2010年以降は特別番組のみに出演）

### ナレーター
- 徳増ないる（SDTアナウンサー）